# 梅久那 (摩洛哥)
33°27′0″N 7°30′36″W / 33.45000°N 7.51000°W
梅久那（阿拉伯语：‎），是摩洛哥的城鎮，位於該國西北部，由卡薩布蘭卡-塞塔特大區負責管轄，是梅久那省的首府，處於卡薩布蘭卡以南20公里，海拔高度170米，2004年人口14,712。